# لوئیس باساگانیا
لوئیس باساگانیا (انگلیسی: Luis Basagaña؛ زادهٔ ۹ اوت ۱۹۶۳) بازیکن فوتبال اهل آندرو است. او اولین بازیکن فوتبال اهل آندرو است که در لا لیگا بازی می‌کند.